# Mistrzostwa Świata w Lekkoatletyce 2005 – skok wzwyż mężczyzn
Skok wzwyż mężczyzn – jedna z konkurencji rozgrywanych podczas lekkoatletycznych mistrzostw świata w 2005. Eliminacje odbyły się 12 sierpnia, a finał został rozegrany 14 sierpnia.
Do eliminacji zgłoszonych zostało 29 zawodników z 21 państw. Dwunastka lekkoatletów z najlepszymi wynikami w fazie eliminacji (lub tych, którzy osiągnęli rezultat co najmniej 2,29 m) awansowała do finałowej rywalizacji.
Zawody w tej konkurencji wygrał reprezentant Ukrainy Jurij Krymarenko. Drugą pozycję zajęli ex aequo Rosjanin Jarosław Rybakow oraz Kubańczyk Víctor Moya.

## Wyniki

### Eliminacje
Grupa A
| Miejsce | Zawodnik            | Państwo             | Wysokość (m) | Wysokość (m) | Wysokość (m) | Wysokość (m) | Wynik końcowy | Uwagi |
| Miejsce | Zawodnik            | Państwo             | 2,15         | 2,20         | 2,24         | 2,27         | Wynik końcowy | Uwagi |
| ------- | ------------------- | ------------------- | ------------ | ------------ | ------------ | ------------ | ------------- | ----- |
| 1.      | Nicola Ciotti       | Włochy              | O            | XO           | XXO          | O            | 2,27          |       |
| 1.      | Dragutin Topić      | Serbia i Czarnogóra | O            | XXO          | XO           | O            | 2,27          |       |
| 3.      | Jaroslav Bába       | Czechy              |              | O            | O            | XO           | 2,27          |       |
| 3.      | Wiaczesław Woronin  | Rosja               | O            | O            | O            | XO           | 2,27          |       |
| 5.      | Andrij Sokołowśkyj  | Ukraina             | O            | XXO          | O            | XO           | 2,27          |       |
| 6.      | Matt Hemingway      | Stany Zjednoczone   |              | O            | XXO          | XXO          | 2,27          | SB    |
| 7.      | Oskari Frösén       | Finlandia           | O            | O            | O            | XXX          | 2,24          |       |
| 8.      | Ben Challenger      | Wielka Brytania     |              | XO           | O            | XXX          | 2,24          |       |
| 9.      | Jesse Williams      | Stany Zjednoczone   | O            | O            | XO           | XXX          | 2,24          |       |
| 10.     | Grzegorz Sposób     | Polska              | O            | O            | X-           |              | 2,20          |       |
| 11.     | László Boros        | Węgry               | O            | XXX          |              |              | 2,15          |       |
| 11.     | Manjula Kumara      | Sri Lanka           | O            | XXX          |              |              | 2,15          |       |
| 11.     | Jean-Claude Rabbath | Liban               | O            | XXX          |              |              | 2,15          |       |
| 11.     | Andriej Tierieszyn  | Rosja               | O            | XXX          |              |              | 2,15          |       |
| 15.     | Hienadzij Maroz     | Białoruś            | XXO          | XXX          |              |              | 2,15          |       |

Grupa B
| Miejsce | Zawodnik           | Państwo           | Wysokość (m) | Wysokość (m) | Wysokość (m) | Wysokość (m) | Wynik końcowy | Uwagi |
| Miejsce | Zawodnik           | Państwo           | 2,15         | 2,20         | 2,24         | 2,27         | Wynik końcowy | Uwagi |
| ------- | ------------------ | ----------------- | ------------ | ------------ | ------------ | ------------ | ------------- | ----- |
| 1.      | Stefan Holm        | Szwecja           |              | O            | O            | O            | 2,27          |       |
| 1.      | Víctor Moya        | Kuba              | O            | O            | O            | O            | 2,27          |       |
| 3.      | Kiriakos Joanu     | Cypr              | O            | O            | XO           | XO           | 2,27          | SB    |
| 3.      | Mark Boswell       | Kanada            | O            |              | XO           | XO           | 2,27          | SB    |
| 5.      | Jurij Krymarenko   | Ukraina           | O            | XXO          | XO           | XXO          | 2,27          |       |
| 6.      | Jarosław Rybakow   | Rosja             | O            | O            | O            | XXX          | 2,24          |       |
| 7.      | Andrea Bettinelli  | Włochy            | O            | O            | XXO          | XXX          | 2,24          |       |
| 7.      | Mickaël Hanany     | Francja           | O            | O            | XXO          | XXX          | 2,24          |       |
| 9.      | Jacques Freitag    | Południowa Afryka | O            | O            | XXX          |              | 2,20          |       |
| 9.      | Kyle Lancaster     | Stany Zjednoczone | O            | O            | XXX          |              | 2,20          |       |
| 11.     | Svatoslav Ton      | Czechy            | O            | XO           | XXX          |              | 2,20          |       |
| 12.     | Naoyuki Daigo      | Japonia           | O            | XXO          | XXX          |              | 2,20          |       |
| –       | Alessandro Talotti | Włochy            | XXX          |              |              |              | NM            |       |
| –       | Ștefan Vasilache   | Rumunia           | XXX          |              |              |              | NM            |       |

### Finał
| Miejsce | Zawodnik           | Państwo             | Wysokość (m) | Wysokość (m) | Wysokość (m) | Wysokość (m) | Wysokość (m) | Wynik końcowy | Uwagi |
| Miejsce | Zawodnik           | Państwo             | 2,15         | 2,20         | 2,25         | 2,29         | 2,32         | Wynik końcowy | Uwagi |
| ------- | ------------------ | ------------------- | ------------ | ------------ | ------------ | ------------ | ------------ | ------------- | ----- |
| 01 !    | Jurij Krymarenko   | Ukraina             | O            | O            | XO           | O            | XXO          | 2,32          |       |
| 02 !    | Víctor Moya        | Kuba                |              | O            | O            | O            | XXX          | 2,29          | PB    |
| 02 !    | Jarosław Rybakow   | Rosja               | O            | O            | O            | O            | XXX          | 2,29          |       |
| 4.      | Mark Boswell       | Kanada              |              | O            | XO           | O            | XXX          | 2,29          | SB    |
| 5.      | Jaroslav Bába      | Czechy              |              | O            | O            | XO           | XXX          | 2,29          |       |
| 5.      | Nicola Ciotti      | Włochy              | O            | O            | O            | XO           | XXX          | 2,29          |       |
| 7.      | Stefan Holm        | Szwecja             |              | O            | XO           | XO           | XXX          | 2,29          |       |
| 8.      | Wiaczesław Woronin | Rosja               |              | XO           | O            | XXO          | XXX          | 2,29          |       |
| 9.      | Dragutin Topić     | Serbia i Czarnogóra | XO           | O            | O            | XXX          |              | 2,25          |       |
| 10.     | Kiriakos Joanu     | Cypr                | O            | O            | XO           | XXX          |              | 2,25          |       |
| 11.     | Oskari Frösén      | Finlandia           |              | XO           | XXX          |              |              | 2,20          |       |
| 11.     | Matt Hemingway     | Stany Zjednoczone   |              | XO           | XXX          |              |              | 2,20          |       |
| 13.     | Andrij Sokołowśkyj | Ukraina             |              | XXO          |              | XXX          |              | 2,20          |       |